# 林輝幸 (造園業)
林 輝幸は、元 西武造園株式会社代表取締役社長。のちに横浜市グリーン事業協同組合理事（経営業務管理責任者）を務めた。
指定管理者制度にいち早く参画して横浜市の潮田公園、入船公園等での実績から、今日までに自身が率いた西武造園は3か所の国営公園 をはじめ、全国各地の公園の指定管理者として指揮にあたってきた。全国初の立体都市公園制度で、みなとみらい線元町・中華街駅上部に拡張整備されたアメリカ山公園の管理運営事業者ともなった。
2021年に第43回日本公園緑地協会北村賞を受賞。